# Mercedes Benz (Lied)
Mercedes Benz ist ein A-cappella-Song, der am 1. Oktober 1970 von Janis Joplin für ihr Album Pearl aufgenommen wurde. Der Text der ersten Zeile (Oh Lord, won’t you buy me / a Mercedes Benz) stammt von einem Song von Michael McClure (dort: „Come on, God, and buy me a Mercedes Benz.“). Das übrige Lied komponierte und textete Joplin gemeinsam mit Bob Neuwirth.
Es war das letzte Lied, das Joplin vor ihrem Tod aufgenommen hat. Das Stück greift, so Chris Neal, in ironischer Weise den Glauben auf, man könne durch den Kauf hochwertiger Konsumartikel wie eines Autos der Marke Mercedes-Benz sein Heil finden.
Das Lied wurde mehrmals in Filmen und Werbespots verwendet und oftmals gecovert.